# Тыя (приток Кеми)
Тыя — река в Красноярском крае России. Устье реки находится в 54 км по левому берегу реки Кемь. Длина реки 97 км, площадь водосбора 1600 км². Протекает в границах Енисейского района на север, затем на восток.

## Бассейн
- 17 км: Серьгина (пр)
- Зимняшний (лв)
- 35 км: Рыбная (лв)
  - Еремина (лв)
  - Карманова (пр)
  - Сухой (пр)
- 41 км: Таха (лв)
  - Ольховый (лв)
  - 17 км: Белая (Антошка) (лв)
    - Сухой Лог (лв)
    - Якунька (лв)

  - 23 км: Чёрная (пр)
    - Левая Чёрная (лв)
    - Ларионовский (пр)

  - Прямой (пр)
- 49 км: Суетка (лв)
- Березовка (лв)
- 70 км: Долгий (лв)
  - Ольховка (пр)
- 79 км: Берёзовка (лв)
- 85 км: Твердомысская (лв)
- 88 км: Еловка
  - Попов Лог (пр)

## Данные водного реестра
По данным государственного водного реестра России относится к Енисейскому бассейновому округу, речной бассейн реки — Енисей, речной подбассейн реки — Бассейн притоков Енисея между участками впадения Ангары и Подкаменной Тунгуски. Водохозяйственный участок реки — Енисей от впадения реки Ангара до водомерного поста у села Ярцево.